# Бозул
Бозул (фр. Bozouls) је насељено место у Француској у региону Миди Пирене, у департману Аверон.
По подацима из 2011. године у општини је живело 2752 становника, а густина насељености је износила 39,49 становника/km².

## Демографија
| 1962. | 1968. | 1975. | 1982. | 1990. | 2011. |
| ----- | ----- | ----- | ----- | ----- | ----- |
| 1.616 | 1.701 | 1.817 | 2.032 | 2.060 | 2.752 |